# Pseuderia takeuchii
Pseuderia takeuchii är en orkidéart som beskrevs av Paul Ormerod. Pseuderia takeuchii ingår i släktet Pseuderia och familjen orkidéer.
Artens utbredningsområde är Papua Nya Guinea. Inga underarter finns listade i Catalogue of Life.